# Néstor Clausen
Néstor Rolando Clausen (Arrufo, 29 settembre 1962) è un allenatore di calcio ed ex calciatore argentino, attuale CT dell'Oriente Petrolero. Campione del Mondo con la Nazionale argentina nel 1986.

## Carriera

### Club
Debuttò nel 1980 con l'Independiente, con la quale giocò fino al 1988, vincendo diversi titoli nazionali e internazionali con il club di Avellaneda. Nel 1989 si trasferì al Sion, in Svizzera, paese di origine della sua famiglia. Nel 1992 vinse il campionato svizzero, giocando nel paese elvetico fino al 1994, anno nel quale tornò in Argentina, al Racing Club, club rivale dell'Independiente. Nel 1995 tornò al club con cui aveva debuttato, trasferendosi così da una squadra all'altra di Avellaneda. Nel 1997 si unì all'Arsenal di Sarandí, ritirandovisi nel 1998.

### Nazionale
Con la nazionale di calcio argentina giocò per 26 volte tra il 1983 e il 1988, vincendo il campionato del mondo 1986.

## Palmarès

### Giocatore

#### Club

##### Competizioni nazionali
- Campionato argentino: 2

Independiente: Metropolitano 1983, 1988-1989
- Campionato svizzero: 1

Sion: 1991-1992
- Coppa Svizzera: 1

Sion: 1990-1991

##### Competizioni internazionali
- Coppa Libertadores: 1

Independiente: 1984
- Coppa Intercontinentale: 1

Independiente: 1984
- Supercoppa Sudamericana: 1

Independiente: 1995

#### Nazionale
- Campionato mondiale: 1

Messico 1986

### Allenatore
- Campionato argentino: 1

Independiente: Apertura 2002
- Campionato boliviano: 6

The Strongest: Apertura 2003, Clausura 2003, Clausura 2004, Apertura 2011, Clausura 2012
Bolivar: Adecuación 2011
- Kuwait Emir Cup: 1

Al-Kuwait: 2009